# Anton Suurkask
Anton Suurkask (* 26. Julijul. / 7. August 1873greg. in Uue-Kariste, Kirchspiel Halliste; † 16. April 1965 in Viljandi) war ein estnischer Schriftsteller.

## Leben
Anto Suurkask ging von 1883 bis 1886 in Viiratsi zur Schule und besuchte anschließend noch diverse andere Schulen in Viljandi, ohne jedoch einen Abschluss zu machen. Seit 1897 war er auf verschiedenen Gebieten sportlich aktiv, neben Radfahren und Schlittschuhlaufen u. a. auch als Ringer: Im Oktober 1898 führte er einen Ringkampf mit Georg Lurich durch, wobei er eigenen Aussagen zufolge ein Remis erzielte, während die Presse von einer Niederlage sprach. 1905 nahm er als Freiwilliger am Russisch-Japanischen Krieg teil. Er beteiligte sich aktiv an den Revolutionen von 1905 und 1917, während der deutschen Besetzung Estlands im Ersten Weltkrieg war er zeitweise inhaftiert. Von 1918 bis zu seinem Tode lebte er in Viljandi.
Zu seinen vielfältigen Aktivitäten gehörte auch das Sammeln von Volksdichtung, indem er Matthias Johann Eisen und Jakob Hurt zuarbeitete. Allerdings sind seine Aufzeichnungen mit Vorsicht zu genießen, da er eigenmächtige Ergänzungen vorgenommen hat.

## Werk
Suurkask veröffentlichte seinen ersten Gedichtband im Jahre 1900 und hat über hundert Bücher publiziert, allein im Jahre 1933 14 Stück. Seine außerordentliche Produktivität und das gemeinhin als niedrig erachtete Niveau seiner literarischen Produktion – in einer Rezension ist die Rede von „einer Lyrikmanie, die so bekannt ist unter den estnischen Halbgebildeten der jüngsten Vergangenheit“ – führten jedoch dazu, dass Suurkask in der estnischen Literaturgeschichtsschreibung allgemein übergangen oder allenfalls als „Grafoman“ bezeichnet wird. Dabei ist längst nicht alles von ihm veröffentlicht worden, seine letzten Gedichte, deren Umfang mit 10.000 Seiten beziffert wird, werden als Manuskript im Estnischen Literaturmuseum aufbewahrt.